# Riserva naturale Piscina delle Bagnature
La riserva naturale Piscina delle Bagnature è un'area naturale protetta istituita nel 1975.
Occupa una superficie di 57 ha nella provincia di Latina all'interno del Parco nazionale del Circeo.
È una depressione dell'antica duna risalente al Quaternario (tra 2,58 milioni e 11.700 anni fa); la piscina si forma a causa del fondo semipermeabile della falda superficiale che facilita gli accumuli di acqua piovana. Non è facilmente accessibile ai normali visitatori data l'impervietà del luogo.
La bonifica delle paludi pontine avvenuta in epoca fascista (anni '30 del secolo scorso) e la variazione delle condizioni climatiche hanno contribuito alla riduzione del volume d'acqua permanente, tanto che spesso, durante il periodo estivo, la piscina resta a secco, con conseguenti disagi per la fauna e la flora presenti.

## Fauna
Osservabili, con un po' di fortuna, il cinghiale, daino, e capriolo. Presenti la lepre, il tasso, la puzzola, la volpe, la donnola e il riccio. Tra i rettili  è presente la biscia d'acqua e rare tartarughe palustri. Tra gli anfibi presenti alcune varietà di rane.
Fra gli uccelli sono presenti varie specie di picchio (verde, rosso maggiore, rosso minore, picchio muratore), la ghiandaia, il rampichino, il cardellino.

## Flora
Presenti molte specie di piante il cui tronco è direttamente immerso nel fondo della piscina; è possibile osservare il Frassino meridionale, il Pioppo tremulo, il Salice, il Giglio giallo, l'Ontano nero, il Giunco ed altre specie acquatiche.
Nelle zone limitrofe non bagnate si trovano l'Erica, il Corbezzolo, il Leccio, e piante da sughero.
1. ↑  Fonte: Ministero dell'Ambiente e della Tutela del Territorio e del Mare, Elenco Ufficiale delle Aree Naturali Protette - 5º Aggiornamento 2003 Archiviato il 4 giugno 2015 in Wikiwix..